# Gazette van Antwerpen
De Gazette van Antwerpen is een Zuid-Nederlandse krant die van 1719 tot 1804 halfwekelijks in Antwerpen verscheen. Het was de voortzetting van de sinds 1635 bestaande krant Extraordinarisse Post-tijdinghe, later Antwerpsche Dynsdagsche of Vrydagsche Post-Tijdinge. De octrooihouders bezaten het monopolie om in het hertogdom Brabant een Nederlandstalige krant uit te geven.

## Geschiedenis
De uitgave nam een aanvang in 1635 met Willem Verdussen. Hij bekwam een privilege en wist dat om te zetten tot een alleenrecht. Zijn familie (en) zette de drukkerij In de Tien Geboden en het blad voort. 
In 1695 kocht hun verwant Hendrik Aertssens de krant over. Hij voerde in 1719 de nieuwe naam Gazette van Antwerpen in. Ze telde vier bladzijden kwarto met advertenties. De berichtgeving betrof vooral het buitenland, omdat binnenlands nieuws te riskant was. Nochtans beperkte de redacteur zich hoofdzakelijk tot het overnemen van berichten uit buitenlandse bladen en was er censuur vooraf door een betaalde geestelijke en door de schepenbank van Antwerpen. De oplage van 1300 à 1400 exemplaren werd aan de man gebracht door abonnementen, maar ook door losse verkoop en straatventers. De lezers bevonden zich niet alleen in Antwerpen en Brabant, maar ook elders in de Oostenrijkse Nederlanden en in de Republiek. Een exemplaar bereikte gemiddeld een tiental lezers. In Amsterdam en Rotterdam waren herdrukkers actief die vooral aan katholieken verkochten.
Van 1763 tot 1799 was Jacob Van der Sanden redacteur van de Gazette van Antwerpen. Hij liet een autobiografische notitie en een belangwekkend essay over het maken van een krant na.
Tijdens de Brabantse Omwenteling publiceerde de krant staatse artikelen. Dit werd echter op het conto geschreven van Frans van Cannaert en Jozef Tourbé, zodat Jacob Van der Sanden tijdens de Eerste Oostenrijkse Restauratie zijn redacteurschap mocht verderzetten. In 1798-1800 werd de krant dan toch getroffen door een publicatieverbod. Ze startte nog een viertal jaar door onder P.J. Franck, maar de persvrijheid en de 50% belastingen die onder Frans bewind werden ingevoerd, bleken nefast voor de opbrengst. Het laatste exemplaar verscheen op 6 maart 1804.

## Uitgevers-gazettiers
- Willem Verdussen (1635-1661)
- Peter Verdussen (1661-1677)
- Hendrik Verdussen (1677-1684)
- Maria Verdussen (1684-1691)
- Clara Verdussen (1691-1695)
- Hiëronymus IV en Jacob Verdussen (1695)
- Hendrik III Aertssens (1695-1741)
- Jean François van Soest (1741-1770)
- Hendrik van Soest (1770-1801)
- Filip Jozef Franck (1801-1804)

## Redacteurs
- Bernard Allefeldt (1741-1742)
- Frans Cockelet (1742-1762)
- Jacob Van der Sanden (1763-1799)
- Frans van Cannaert en Jozef Tourbé (1790)